# Acme (Washington)
Pour les articles homonymes, voir Acme.
Acme  est une census-designated place américaine de l'État de Washington dans le comté de Whatcom. 
La population était de 246 habitants en 2010.